# Casino de Campione d'Italia
Le casino de Campione d'Italia était la source de revenus la plus importante de l'exclave italienne de Campione d'Italia et le plus grand casino d'Europe.

## Histoire
Le casino ouvre ses portes une première fois au début en 1917. Soupçonné d'avoir été créé essentiellement pour l'espionnage italien en Suisse, il ferme après la guerre,, puis est relancé en 1933 sous l'impulsion de Benito Mussolini. Dans la deuxième moitié du XXe siècle, le casino a une réputation de « Las Vegas italien ». La ville prospère grâce à son casino.
En 2007, le casino emménage dans de nouveaux locaux, conçus par l'architecte suisse Mario Botta, très critiqués pour leur apparence.
Le casino est déclaré en faillite le 27 juillet 2018. 492 emplois (dans une commune de 1860 résidents) sont supprimés. La faillite est due à une dette trop importante contractée par le casino, à une perte de vitesse concernant les nouvelles technologies des jeux, et au fait que près de 50% de ses revenus alimentent les finances publiques de la commune de Campione. Après cette faillite, Mario Botta déclare qu'avoir conçu ce bâtiment sans penser à une utilisation différente d'un casino était une erreur.
Le 26 janvier 2022, le casino est rouvert au public,.

## Description
Le casino est situé face au lac de Lugano. Il fait 9 étages.
Le casino de Campione d'Italia avait été accusé de concurrence déloyale car, exclavé dans le territoire suisse, il est soumis aux lois italiennes plus souples concernant les jeux d'argent.

## Festival
Dans les années 1970, le Casino de Campione d'Italia est le lieu d'un festival de guitare folk.